# Amt Katlenburg-Lindau

Karte des Amtes Katlenburg (um 1820)

Das Amt Katlenburg-Lindau war ein historisches Verwaltungsgebiet innerhalb der Landdrostei Hildesheim des Königreichs Hannover.

## Geschichte
Das Amt entstand 1832 innerhalb des Fürstentums Grubenhagen durch die Vereinigung des Amts Katlenburg (ohne Dorste) mit dem nur vier Dörfer umfassenden, seit 1521 mainzischen Amt Lindau und wurde 1852 in Amt Lindau umbenannt. 1859 wurde es aufgehoben. Die vormals katlenburgischen Gemeinden kamen zum Amt Osterode, die frühere Vogtei Lindau zum Amt Gieboldehausen.

## Amtmänner
- 1845 Johann Karl Christian Hasenbalg[1]
- 1853–1856: Georg August Rudolf von Bothmer, Amtmann
- 1856–1859: Carl Franz August Meyer, Amtmann